# Xingguo-Tempel (Qin’an)
Der Xingguo-Tempel (chinesisch 兴国寺, Pinyin Xīngguó sì, englisch Xingguo Temple) im Kreis Qin’an der chinesischen Provinz Gansu ist ein buddhistischer Tempel aus der Zeit der Mongolen-Dynastie. Seine Kulturgegenstände sind im Qin’an-Museum (Qin’an bowuguan) verwahrt. Er steht seit 1996 auf der Liste der Denkmäler der Volksrepublik China (4-127).